# American University of Armenia

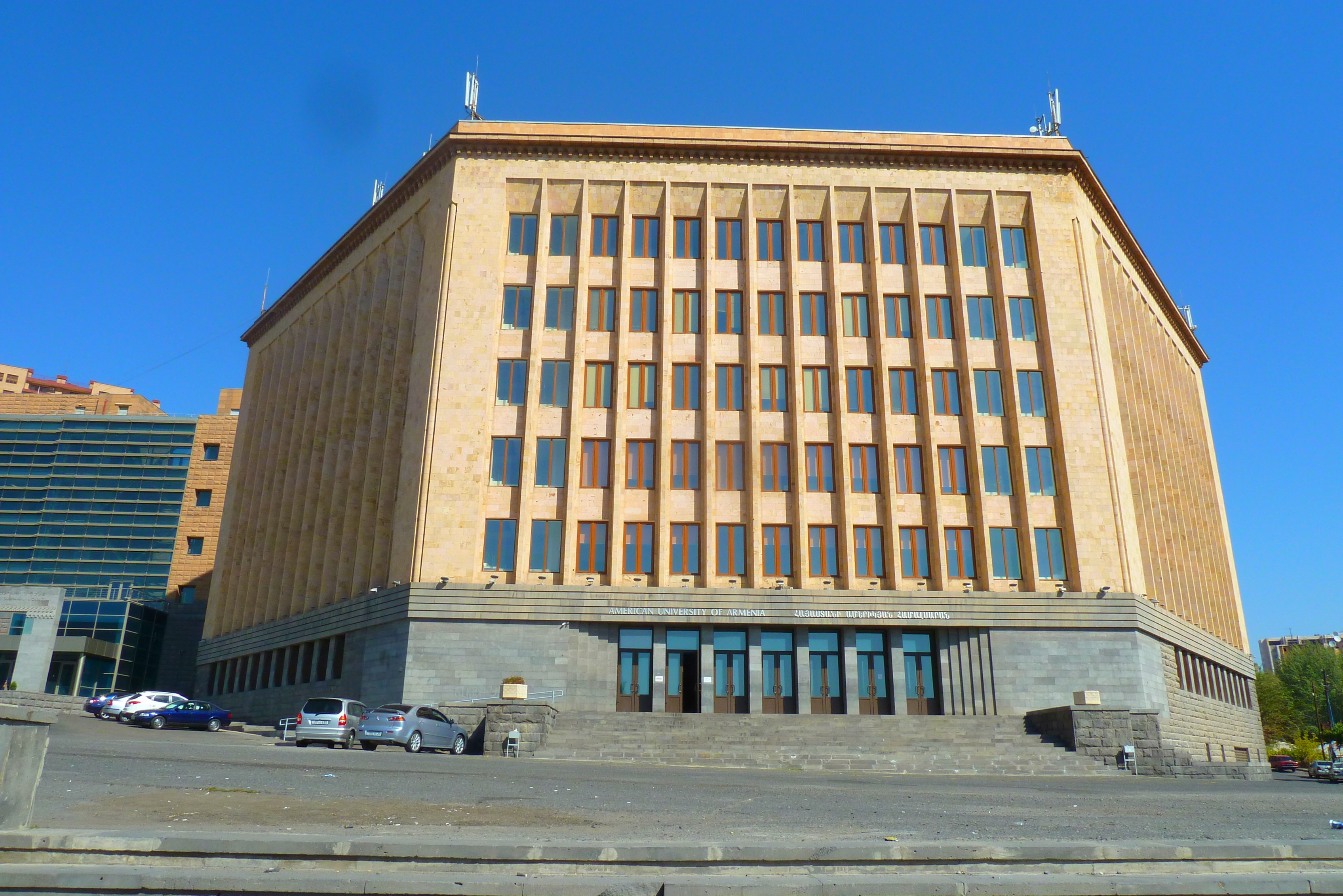
Hauptgebäude (2012)

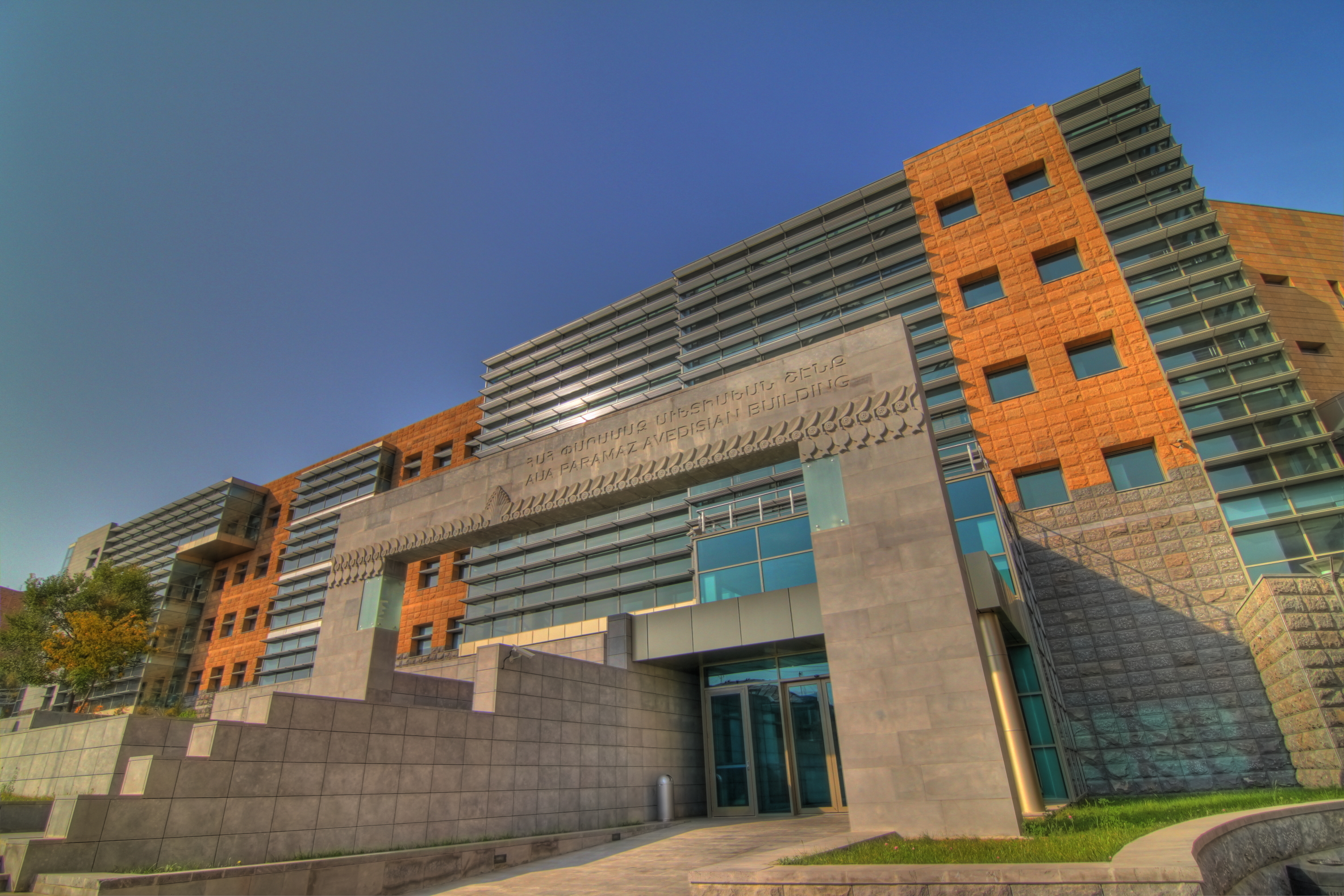
Paramaz-Avedisian Gebäude (2009)

Die American University of Armenia (deutsch Amerikanische Universität von Armenien, armenisch Հայաստանի ամերիկյան համալսարան) ist eine private Hochschule in Jerewan, Armenien und ist nach amerikanischem Vorbild organisiert. Es werden eine Reihe von Masterstudiengängen in englischer Sprache angeboten.

## Geschichte
Die Idee zur Gründung kam nach dem Erdbeben von Spitak 1988 auf. Mit Unterstützung der Armenian General Benevolent Union (AGBU) und der University of California wurde die Hochschule am 21. September 1991, dem armenischen Unabhängigkeitstag mit damals 101 eingeschriebenen Studenten gegründet.

## Fakultäten
- Wirtschaftswissenschaften
- Geistes- und Sozialwissenschaften
- Naturwissenschaft und Technik
- Öffentliches Gesundheitswesen
- Englisch und Kommunikation
- Computerwissenschaften
- Ingenieurwesen